# Isops intuta
Isops intuta är en svampdjursart som först beskrevs av Topsent 1892.  Isops intuta ingår i släktet Isops och familjen Geodiidae. Inga underarter finns listade i Catalogue of Life.